# دی‌تی‌اس
دی‌تی‌اس (DTS) (به انگلیسی: Dedicated To Sound) از فناوری‌های چند کاناله صدا متعلق به شرکت DTS است که متخصص در فرمت‌های صدای فراگیر دیجیتال است. این شرکت، قبلاً به عنوان ارائه دهنده سیستم‌های سینمای دیجیتال خانگی شناخته می‌شد.